# Horní Lomany
Horní Lomany (deutsch Oberlohma) ist ein Stadtteil der Stadt Františkovy Lázně (Franzensbad) in Westböhmen, Tschechien.

## Lage
Der Stadtteil ist etwa 1 km nördlich von der Innenstadt von Františkovy Lázně entfernt. Südwestlich von Horní Lomany liegt Dolní Lomany.
4 km westlich liegt die Ortschaft Poustka. 2 km nördlich befindet sich der kleine Ort Seníky. 1 km nordöstlich liegt Žírovice, 5 km östlich des Ortes das Dorf Třebeň.

## Geschichte
Der Ort Lohma ist seit dem 12. Jahrhundert nachweisbar. In einer Urkunde des Bistums Regensburg um das Jahr 1143 gibt es mit „Ulricus de Luma“ als Zeuge der Beurkundung den ersten urkundlich gesicherten Nachweis; 1194 wurde ein „Udalricus de Luma“ auf einer Schenkungsurkunde des Gottfried von Falkenberg (Burg Falkenberg in der Oberpfalz) erwähnt. Der Abt des Klosters Waldsassen bestätigte 1316 die Schenkung des Ortes durch den Egerer Bürger Hermann an die Herren des Deutschen Ordens in Eger, dem heutigen Cheb. 1322 stand Oberlohma auf der Liste der verpfändeten Egerlandorte.
Im 14. Jahrhundert entwickelte sich Oberlohma zu einem ertragreichen Bauerndorf. Fünf Höfe waren der Burg in Eger, zwei dem Klarissenkloster Cheb und siebenundzwanzig dem Magistrat der Stadt Eger erbuntertänig und zu Frondiensten verpflichtet. Das Klauensteuerbuch, das Musterungsbuch der Egerländer Bauernschaft und das Egerer Urgichtenbuch enthalten die ersten Familiennamen und sonstige rechtliche Begebenheiten. 1545 brannte ein Teil des Ortes nieder, 1625 während des Dreißigjährigen Krieges plünderten schwedische Truppen den Ort, 1657 brannte Oberlohma erneut nieder und wurde 1793 die Kirche, eine Lokalie von Eger, von Priestern des Deutschherrenordens betreut. 1390 gehörte „Loman das ober“ zu einer Grundherrschaft von dreizehn Ortschaften, die 1848 endete. Die katholischen Gläubigen wurden bis 1700 von den Egerer Jesuiten und anschließend von Kaplänen der Stadt Eger betreut. Es bestand eine israelitische Glaubensgemeinschaft, deren Friedhof erhalten ist.
Seit 1711 war Oberlohma eine eigene Pfarrei. 1744 wurde die Kirche wieder aufgebaut, mit einem Pfarrhaus für den Ortsgeistlichen. Für 1557, als der Ort von 1554 bis 1648 das evangelisch-lutherische Bekenntnis angenommen hatte, wird ein Schulhaus erwähnt. In der Gegenreformation ging diese Schule wieder ein. Die Taufmatriken sind ab 1628, die Traumatriken ab 1626 und die Sterbematriken ab 1656 erhalten. 1831 entstand eine Trivialschule (Pfarrortschule) für Unterlohma, Sirmitz, Stadl, Kropitz mit Kammerdorf und Tanneberg, deren Einzugsbereich sich 1904 wieder änderte.
1849 war Oberlohma der Sitz einer umfangreichen Gemeinde an einer viel befahrenen Verbindungsstraße von Adorf/Vogtl. und Asch über Schlada nach Franzensbad und Eger. Es hatte eine rasche wirtschaftliche Entwicklung durch den Zuzug von Berufstätigen und wurde allmählich zu einem Stadtteil des entstehenden Kurortes Franzensbad. Zwischen der Bahnlinie und der Friedhofsallee entstand das Ortsviertel Neue Welt. Dort ließen sich Pensionisten nieder und gründeten zahlreiche Vereine. Nach dem Ersten Weltkrieg 1918 und der Gründung der Tschechoslowakei hatte Oberlohma eine sozialdemokratische Mehrheit. Die Schreibform des Ortsnamens lautete nun tschechisch Horni Lomany. Es kam zu Auseinandersetzungen mit ansässigen Bauern- und Honoratiorenfamilien.
Nach dem Münchner Abkommen wurde der Ort dem NS-Staat zugeschlagen. Er gehörte bis 1945 zum Landkreis Eger.
Nach dem Ende des Zweiten Weltkriegs, im Mai 1945, wurde die deutschsprachige Bevölkerung  enteignet und zum Verlassen des Ortes gezwungen.

## Einwohnerentwicklung
| Jahr | Einwohnerzahl |
| ---- | ------------- |
| 1869 | 540           |
| 1880 | 652           |
| 1890 | 736           |
| 1900 | 836           |
| 1910 | 1151          |
| 1921 | 972           |
| 1930 | 1443          |
| 1950 | 750           |
| 1961 | 779           |
| 1970 | 654           |
| 1980 | 684           |
| 1991 | 694           |
| 2001 | 827           |
| 2011 | 920           |

## Kultur und Sehenswürdigkeiten
In Horní Lomany gibt es eine seit 1190 nachweisbare Kirche, dem Heiligen Jakobus dem Älteren geweiht, die im Jahre 1744 nach einem Brand im Stil des Barock umgebaut wurde. Sie wurde 1792 erneut durch Brand beschädigt und 1993 renoviert. Sie hat eine Grabplatte an der Rückwand mit der Inschrift: „Johann Freiherr von Venier de Rougemont K.u.K. Kämmerer Bailli Anziano und Komtur Des. Souver.Malteser.Ritter.Orden K.K.Statth.Rat a. D. Etc.Etc.Etc. Geboren 26. Juli 1837 Gestorben 17. Juli 1914.“
Mit Freiherr Johann von Venier Rougemont (Komtur im souveränen Malteserorden, verstorben am 17. Juli 1914) erlosch im Namensträgerstamm ein aus der Grafschaft Burgund stammendes Uradelsgeschlecht. Es war mit Mathias Vernier von Rougemont und Orchamp, kaiserlicher Kämmerer und Generalfeldmarschall-Leutnant auf der Herrschaft Lipnicz (Lipnice nad Sazavou) und der Stadt Swietla (Svetla nad Sazavou) im Tschaslauer Kreis ansässig geworden, der in Wien am 19. Mai 1635 Reichsfreiherr mit Wappenbesserung wurde und in Linz am 9. Juli 1636 das Inkolat in Böhmen erhielt.

## Söhne des Orts
- Johann Habermann (1849–1935), Professor für HNO-Krankheiten in Prag und Graz, in Oberlohma beerdigt
- Alois John (1860–1935), Heimatforscher, Publizist und Historiker
- Josef Zaus (1863–1944), Moraltheologe an der Karls-Universität
- Martin Zaus (1861–1905), Orgelbauer in Eger (Cheb), Bruder des Theologen Josef Zaus
- Josef Fischer (1867–1939 in Schlaggenwald), Politiker, Abgeordneter für den Bund der Landwirte in Prager Parlament
- Maximilian Fischer (1892–1963), Fachmann für Hygiene, Biologie und Balneologie an der Universität Leipzig, Direktor eines Forschungsinstitutes in Bad Elster, Bruder des vorgenannten Politikers Josef Fischer
- Friedrich Stelzner (1921–2020), Chirurg